# Borommaracha II.
Borommaracha II. (thailändisch สมเด็จพระบรมราชาธิราชที่ 2 – Somdet Phra Borommarachathirat Thi 2; anderer Name Chao Sam Phraya, Thai: เจ้าสามพระยา, * 1389; † 1448 in Chiang Mai) war von 1424 (C.S. 786) bis 1448 (C.S. 810) König des siamesischen Reiches von Ayutthaya.
Andere Quellen setzen seine Regierungszeit auf die Jahre 1418 (C.S. 780) bis 1434 (C.S. 796).

## Leben
Nach dem Tode seines Vaters Intharacha I. im Jahr 1424 stritten sich seine beiden ältesten Söhne Chao Ai Phraya und Chao Yi Phraya um den Thron (die Namen bedeuten etwa „erster Prinz“ und „zweiter Prinz“). Bei einem Duell von Elefantenrücken aus, welches an der Saphan Pa Than („Kohle-Wald-Brücke“) stattfand, töteten sich die beiden Brüder mit Kriegssensen gleichzeitig. So wurde Prinz Sam Phraya (der „dritte Prinz“), der erst später in Ayutthaya eintraf, von den Staatsministern zum König berufen. Seine Mutter war eine Prinzessin des nördlich angrenzenden Königreichs Sukhothai. Chao Sam Phraya selbst hatte vor seiner Thronbesteigung in „Chai Nat“ residiert, womit jedoch nicht die heutige Stadt dieses Namens, sondern eine Nachbarstadt von Song Khwae, dem heutigen Phitsanulok gemeint ist. Bei seiner Krönung nahm er den Titel „Borommaracha II.“ an. Als erste Amtshandlung ließ er seine beiden Brüder bestatten. Am Ort der Kremation ließ er später Wat Ratchaburana erbauen.
In den Jahren 1431–1432 sandte Borommaracha II. ein Heer nach Angkor. Er konnte die Stadt einnehmen und ließ seinen Sohn als Vasallen-Herrscher für kurze Zeit am dortigen Hof zurück. Die Truppen plünderten die Hauptstadt des einst mächtigen Khmer-Reichs und brachten, unter anderem, die königlichen Insignien Angkors nach Ayutthaya.
Als 1438 Mahathammaracha IV. von Sukhothai, ein Cousin und Schwager Borommarachas II., starb, verleibte dieser das Königreich Sukhothai seinem eigenen Reich ein. Er sandte seinen Sohn Ramesuan, um in „Chai Nat“ bzw. Phitsanulok zu regieren.
Später richtete Borommaracha seine Aufmerksamkeit weiter gen Norden, wo er 1442 einen nahezu 100 Jahre dauernden Krieg gegen Lan Na begann, der von seinem Sohn Ramesuan (Borommatrailokanat) fortgeführt wurde. Bei einem Feldzug gegen Chiang Mai wurde Borommaracha im Jahr 1448 getötet.
Der Chronist Jeremias Van Vliet, Kaufmann der VOC, der von 1633 Jahre bis 1642 in Ayutthaya lebte, beschreibt den König so:

„Er folgte seinem Vater auf den Thron im Alter von 35 Jahren. Er war von Natur aus ein Krieger, er war auch weise, redegewandt, umsichtig und gnädig. Er sorgte sich um seine Soldaten und seine Untertanen. Er war großzügig, erbaute neue Tempel und restaurierte verfallene. Er unterstützte die Mönche und die Armen. Er war der gütigste König, der je in Siam geherrscht hat. Seine Untertanen waren wohlhabend und erfolgreich“

Der Tempelschatz des von Borommaracha II. gestifteten Wat Ratchaburana wird seit 1961 im Chao-Sam-Phraya-Nationalmuseum in Ayutthaya ausgestellt.